# Nerdkids
Nerdkids fue una banda de electropop y rock alternativo argentina. Surgió como un proyecto musical fundado en la ciudad de La Plata por Soledad Lynn y Mister Mön a fines de 1998, bajo el nombre de N.E.R.D. (Neo Extraterrestres de la Rebelión Dimensional).

## Trayectoria
Dieron su primer show el 4 de abril de 1999. Ese año entró al grupo Pablo Cassano y al año siguiente son tapa en el suplemento joven del diario El Día; paralelamente hacen sus primeras incursiones a Buenos Aires. En 2001 se incorpora el baterista Russ Cassano y empiezan la grabación de su primer disco coproducido por Martín Karakachoff (ex Peligrosos Gorriones). También en ese entonces cambian de nombre a Nerdkids para evitar confusiones con el proyecto de Neptunes.
En 2002 editaron de manera independiente "Nerdkids", disco debut con invitados de la talla de Sergio Pangaro (Baccarat), dj Bad Boy Orange, Cuchu (Resistencia Suburbana), Pablo Clavijo (Karamelo Santo) y Pablo Krantz entre otros. El diseño de tapa es de Max QKStudio. Asimismo participaron del "Homenaje a Peligrosos Gorriones" de Licor de Mono Records con el tema inédito "Robotín". Y obtuvieron el segundo puesto entre más de 2000 bandas en "El Nacional, concurso de bandas" (Much Music, Proyectounder, Sprite). Grabaron "Novia Fantasma" para el compilado del mismo concurso (Leg, BMG 2002); con Uriel Dorfman en los estudios Alerta y supervisados por Zeta Bosio. Presentan en Much Music su primer videoclip, de la canción "Superespecial", dirigido por Federico Paladino.
En 2003 grabaron "Bubbleglam" en los estudios Fuera del Túnel con Hernán Agrasar como técnico coproductor. Al año siguiente formaron parte del tributo a Virus "Tomo lo que encuentro 19 versiones de Virus" (Discos Universidad FM 107.5 MHz La Plata, Megadisc 2004) con la canción "Me puedo programar". Fue grabada de forma casera y masterizada en Estudios Hollywood por Alfredo Calvelo.
En 2005 hacen la primera edición de "Bubbleglam" (Abanico, Soy Rock 2005) con Ale Sergi (Miranda!) y Rosario Blefari (ex Suarez) como invitados. El arte de tapa fue obra de Flor Kaneshiro y el diseño de Max QKStudio. Allí se sumó Aquiles Bianchi Salazar y se conformó la formación actual del grupo. Empieza la rotación del clip de la canción "Videos + Discos". La dirección del video estuvo a cargo de Federico Paladino y en el mismo contaron con la participación de la etérea diva Alejandra Pradón. Este video llegó a clasificar en los primeros puestos de Los 10 + MTV.
Fueron nominados como Artista Revelación Pop en los Premios Gardel y fueron tapa del Suplemento Si! del diario Clarín. 
Hacia 2006 tocaron por primera vez en Uruguay, firmaron con Universal Music y reeditaron "Bubble Glam" remasterizado y con un track interactivo. También lo publican en México. Cortan el tema "Tu Estilo es un Free Pass" (con Ale Sergi) con video dirigido por Federico Paladino y postproducido por BOBO. Esta canción alcanza los primeros puestos de radios y canales de televisión manteniéndose así por más de 8 meses. Fueron nominados a los Premios MTV como Mejor Artista Nuevo Sur. También participaron del homenaje "Quiero ser Abuelo, Tributo a Miguel Abuelo y sus Abuelos de la nada" (Andy Stein, Fundación Miguel Abuelo 2006) con la canción "Hombre Lobo", producida de forma independiente y con grabación totalmente casera.
Realizaron una gira por México hasta tocar en uno de los festivales más importantes: "Corona Music Fest" en el que abriendo el escenario principal en el Estadio Azteca llegaron a tocar junto a artistas de la talla de The Mars Volta, NOFX, Chetes y Titán, entre otros.
En 2007 publican la canción "Estaciones". El clip fue dirigido por Federico Paladino (ganador del "Concurso Lago en el cielo" de Gustavo Cerati) para la productora Furia Films y hacen su primera visita a Chile. También rescinden contrato con Universal Music Argentina.
En 2008 Nerdkids se encuentra ensayando, dando shows y postproduciendo junto a Anel Paz en Estudios Súpercharango lo que será su próximo álbum a publicarse de manera independiente.
En el año 2010, deciden disolver la banda, para que cada uno de sus integrantes busquen nuevos proyectos
Actualmente algunos de los miembros de la banda participan de otros proyectos musicales.
Russ Casanno, junto a su hermano Pablo, y con la colaboración de Aquiles Bianchi Salazar, llevan adelante el grupo Russ, en el cual el exbaterista canta y toca la guitarra.
Soledad Lynn actualmente toca el bajo en el grupo Lache.
El grupo retomó el contacto con su público a partir de mayo de 2020, reactivando sus redes sociales como Instagram y publicando sus discos en plataformas como YouTube y Spotify.
Posteriormente, para celebrar el 20º aniversario de su álbum debut, el 31 de enero de 2025 lanzaron una reedición especial de Bubbleglam, que incluye reversiones de todas las canciones del disco.
Finalmente, el 29 de julio de 2025, la banda anunció un concierto de reencuentro único para celebrar los 20 años de Bubbleglam, marcando su regreso a los escenarios después de 16 años de inactividad. El evento está programado para el 19 de octubre de 2025 en Buenos Aires.

## Discografía
- Nerdkids (2002)

- Bubbleglam (2005)

- Generación Pulgar (2008)